# Los Planetas se disuelven
Los Planetas se disuelven es un EP del grupo granadino Los Planetas.
La revista Cáñamo editó en diciembre de 2003 un número especial titulado Música y Drogas, especial que se hacía acompañar de este CD-EP como regalo. Según aseguraron los miembros de la banda, cada una de las canciones del álbum fueron compuestas o interpretadas bajo los efectos de una sustancia distinta.

## Lista de canciones
1. «Safari psicodélico» 01:39
2. «Doble cero» 06:39
3. «El lado oscuro de la Fuerza» 32:19
4. «Experimentos con gaseosa» 02:51

## Reediciones
En 2005 se incluyó, en formato CD, en la caja Singles 1993-2004. Todas sus caras A / Todas sus caras B (RCA - BMG). El cofre se reeditó, tanto en CD como en vinilo de 10 pulgadas (aunque este single, por su duración, no tuvo versión en vinilo), por Octubre / Sony en 2015.

## Uso en medios
Experimentos con gaseosa suena en los títulos de crédito iniciales de La habitación de Fermat (película dirigida por Luis Piedrahíta y Rodrigo Sopeña, 2007). Los directores declaran: "para la secuencia de créditos seleccionamos de su repertorio la canción Experimentos con gaseosa, en cuya letra se escucha: ‘Al decir las palabras adecuadas, se abrirán ante ti laberintos y ventanas’, un texto que parece escrito para La habitación de Fermat".
La canción se regrabó para el álbum Los Planetas contra la ley de la gravedad (BMG Music Spain, S.A. 2004).